# Казанковка (Широковский район)
Казанковка (укр. Казанківка) — село,
Новомалиновский сельский совет,
Широковский район,
Днепропетровская область,
Украина.
Код КОАТУУ — 1225886604. Население по переписи 2001 года составляло 6 человек.

## Географическое положение
Село Казанковка находится на расстоянии в 1,5 км от села Новомалиновка и в 2-х км от села Зелёный Став.